# Schlacht um Meiktila und Mandalay
Japanische Eroberung 1941/42

Bilin – Sittang – Pegu (Taukkyan) – Rangun – Yunnan-Burma-Straße (u.a. Tachiao – Oktwin – Toungoo – Yenangyaung – Lashio I)
1942/43

Burma-Kampagne 1942–1943

Arakan I – The Hump – Chindits
1944

Schlacht um Nordburma und West-Yunnan 1943–1945

Burma-Kampagne 1944

Arakan II – Ha-gō – Lashio II – Sangshak – Myitkyina – U-gō (Imphal – Kohima – Tennisplatz) – Mogaung – Song shan/Huitong-Brücke – Dan-gō
1944/45

Burma-Kampagne 1944–1945

Bhamo – Arakan III (Kangaw und Höhe 170 – Ramree) – Meiktila/Mandalay – Pakokku – Lashio III – Tanlwe Chaung – Operation Dracula – Sittang
Die Schlacht um Mandalay und Meiktila vom Februar bis März 1945 fand während des Zweiten Weltkrieges in Zentral-Burma statt. Die Britisch-Indische 14. Armee griff die zahlenmäßig schwächere japanische 15. und 33. Armee entlang des Flusses Irrawaddy an und konnte Meiktila und Mandalay besetzen.

## Vorgeschichte
Die Niederlage von Imphal und Kohima kratzte am Nimbus der japanischen Truppen. Mit dem Ende des Monsuns 1944 kam für die Briten der Moment, nach Burma zurückzukehren um Mandalay zu befreien und sich mit den amerikanischen und chinesischen Kämpfern zu verbinden, um die Burmastraße wieder zu öffnen. Die japanischen Verluste in Burma waren 1944 katastrophal, aber hauptsächlich auf Krankheiten zurückzuführen. Im Bezirk Yunnan war die japanische 33. Armee (Generalleutnant Masaki Honda) dem starken Druck der chinesischen Nationalarmee ausgesetzt. Am 1. September 1944 wurde Generalleutnant Kimura Heitarō als Nachfolger von Generalleutnant Kawabe Masakazu zum neuen Befehlshaber der Regionalarmee Burma bestellt. Generalleutnant Tanaka Shin’ichi wurde zum Generalstabschef der Regionalarmee Burma ernannt und hatte die Verantwortung für die Operationen. Die japanische 28. Armee (Generalleutnant Sakurai Shōzō) hatte Befehl, die Alliierten mit nur zwei Division an der Küste von Arakan bis 56 Kilometer nördlich von Kyaukpyu aufzuhalten. Während die 54. Division dem indischen XV. Corps den Weg verlegen sollte, musste die 55. Division verlegt werden, um das Irrawaddy-Delta zu sichern. Es bestand ansonsten die Gefahr, dass die Rückzugslinien der japanischen 15. Armee zwischen Meiktila und Rangun abgeschnitten würden. Die 15. Armee (Generalleutnant Katamura Shihachi) und 33. Armee sollten dann der alliierten Übermacht am östlichen Flussufer des Irrawady gemeinsam standhalten. Die nördlicher eingesetzte 33. Armee sollte die chinesischen Streitkräfte aufhalten, die versuchten den Landweg von Indien nach China zu öffnen. Die japanische 15. Armee erwartete den Angriff in Richtung auf Mandalay oder Minangyang. Die 15. Division konzentrierte bei Madaya, die 31. Division bei Myinmu und die 33. Division bei Mingyan-Pakokku.

### Operation Extended Capital

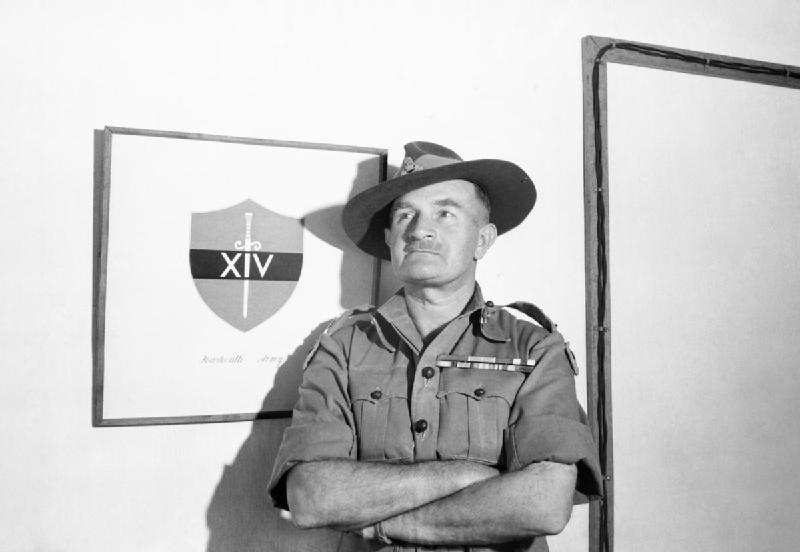
General William Slim

Das Alliierte Südostasien-Command plante bereits Juni 1944 die Rückeroberung von Burma. Die Britisch-indische 14. Armee unter Generalleutnant William Slim sollte von Norden her, eine Offensive direkt nach Zentral-Burma führen, um das Land zu erobern. Die Operation die zuerst Mandalay in Zentral-Burma erreichen sollte, erhielt zunächst den Codenamen Operation Capital, später wurde die weitere Verfolgung nach Rangun erwogen und das Unternehmen in Operation Extended Capital umbenannt. Von den fünf beteiligten Divisionen der 14. Armee bestand nur die 2. Division aus britischen Soldaten, die Masse waren indische Truppen. Die britische Soldaten, die in der Schlacht um Kohima gekämpft hatten und die japanische Armee verfolgten, kämpften jetzt wieder mit voller Zuversicht. Die 14. Armee verfügte auch über viele amerikanische Panzer, die 254. Panzerbrigade hatte zumeist M3 Lee und Grant-Panzer und wurde dem XXXIII. Korps zugeteilt, die 255. Panzerbrigade hatte Sherman-Panzer und wurde dem IV. Korps zugewiesen. Zur Unterstützung der Offensive der 14. Armee, rückte am rechten Flügel auch das XV. Korps (General Christison) in der Küstenprovinz Arakan vor. Das Korps wurde auch befohlen, Flugplätze an der Küste und auf Inseln vor der Küste zu erobern oder neu anzulegen, die auf dem Seeweg versorgt werden, um von dort Slims Truppen versorgen zu können.
Die alliierte Luftüberlegenheit war mit 1200 Flugzeuge erdrückend: das Luftkommando 221 der Royal Air Force unter Air-Vizemarshall S. F. Vincent unterstützte die Bodentruppen beim folgenden Feldzug mit 4360 Flügen von B-25 Mitchell Bomber, Hawker Hurricane und P-47 Thunderbolt Jäger und Bristol Beaufighter Jagdbomber. Auch schwere amerikanische Bomber B-24 Liberator der fernöstlichen strategischen Luftwaffe konnte angefordert werden. Die wichtigste Säule der Luftunterstützung bestand aus der Combat Task Force, zu der sowohl britische als auch amerikanische Staffeln von Transportflugzeugen, insbesondere die Douglas C 47 gehörten. Die 14. Armee zählte jetzt fast 260.000 Mann und benötigte für ihre maximale Einsatzkraft täglich Verpflegung durch Transportflugzeuge. Die Amerikaner unter Stilwell und die nationalchinesische Armee sollten am Fluss Salween nach Süden auf die Linie Taveikin - Mogok – Rashio vorgehen.
Auf der anderen Seite hatten die Japaner nur mehr wenige Flugzeuge, hauptsächlich um Luftaufklärung zu fliegen, sie erhielten nur wenig Informationen von der burmesischen Bevölkerung, die unter japanischer Militärkontrolle ihren Unabhängigkeitsstreben schon aufgegeben hatten. Einige Formationen hatten eigene Geheimdienste gegründet; zum Beispiel hatte die 28. Armee den Geheimdienst Hikari Kikan (Generalmajor Saburo Isoda) geschaffen, dessen Agenten in den Grenzregionen von Burma und in einigen abgelegenen Regionen Südburmas agierten. Allerdings konnten diese Agenten ihre Informationen nicht schnell genug melden, um im schnell bewegenden Kampf taktisch nützlich zu sein.

### Beteiligte Einheiten
14. Armee (Generalleutnant William Slim)
IV. Korps (Generalleutnant Frank Messervy)
- 7. Indische Division (General Geoffrey Charles Evans)
- Indische 255. Panzerbrigade (Brigadier C. E. Pete)
- 28. ostafrikanische Brigade (Brigadegeneral W. A. Dimorin)
- Rusjai-Brigade (Brigadegeneral P. C. Mardin)
- 17. Indische Infanteriedivision, Generalmajor David Tennant Cowan

XXXIII. Korps (Generalleutnant Sir Montagu Stopford)
- 2. britische Division (General Cameron Gordon Nicholson)
- 19. Indische  Division (Generalmajor Thomas Wynford Rees)
- 20. Indische Division (Generalmajor Douglas David Gracey)
- Indische 254. Panzerbrigade (Brigadegeneral R. L. Scone)
- 268. mot. Brigade Brigade (Brigadegeneral G. M. Dale)

Reserve: 5. Indische 5. Division (Generalmajor Robert E. Mansergh)
Regionalarmee Burma (Generalleutnant Kimura Heitarō)

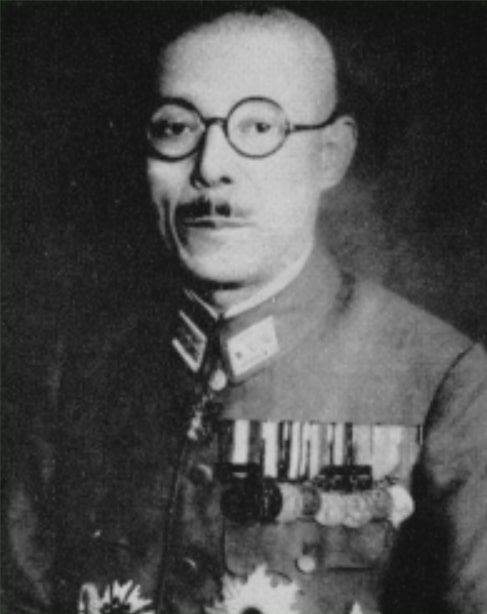
Generalleutnant Kimura Heitarō

15. Armee Generalleutnant Shihachi Katamura
- 15. Division, Generalleutnant  Shibata Ryuichi (ab 28. Februar General Yamamoto Kiyoe, nördlich von Mandalay)
- 31. Division, Generalleutnant Kawada Takutaro (westlich von Mandalay)
- 33. Division, Generalleutnant Nobuo Tanaka (Myingyan)
- 53. Division, Generalleutnant Hayashi Yoshihide (südlich von Mandalay)

33. Armee Generalleutnant Masaki Honda
- 56. Division, Generalleutnant Yuzo Matsuyama
- 18. Division, Generalleutnant Eitaro Naka (55. und 56. Regiment)
- 214. Regiment (von der 33. Division)
- 119. Regiment (von der 53. Division)
- 4. Regiment (von der 2. Division)

Reserve
- 49. Division, Generalleutnant Saburo Takehara (106. und 168. Regiment)
- 24. unabhängige gemischte Brigade (Rückzug nach Moulmein)
- 2. Division, Generalleutnant Okazaki Seisaburo (im Rückzug nach Französisch-Indochina)
- Unabhängige gemischte 72. Brigade (Generalmajor Tsunoru Yamamoto im unteren Irrawaddy-Tal)

## Vormarsch über den Chindwin zum Irrawaddy

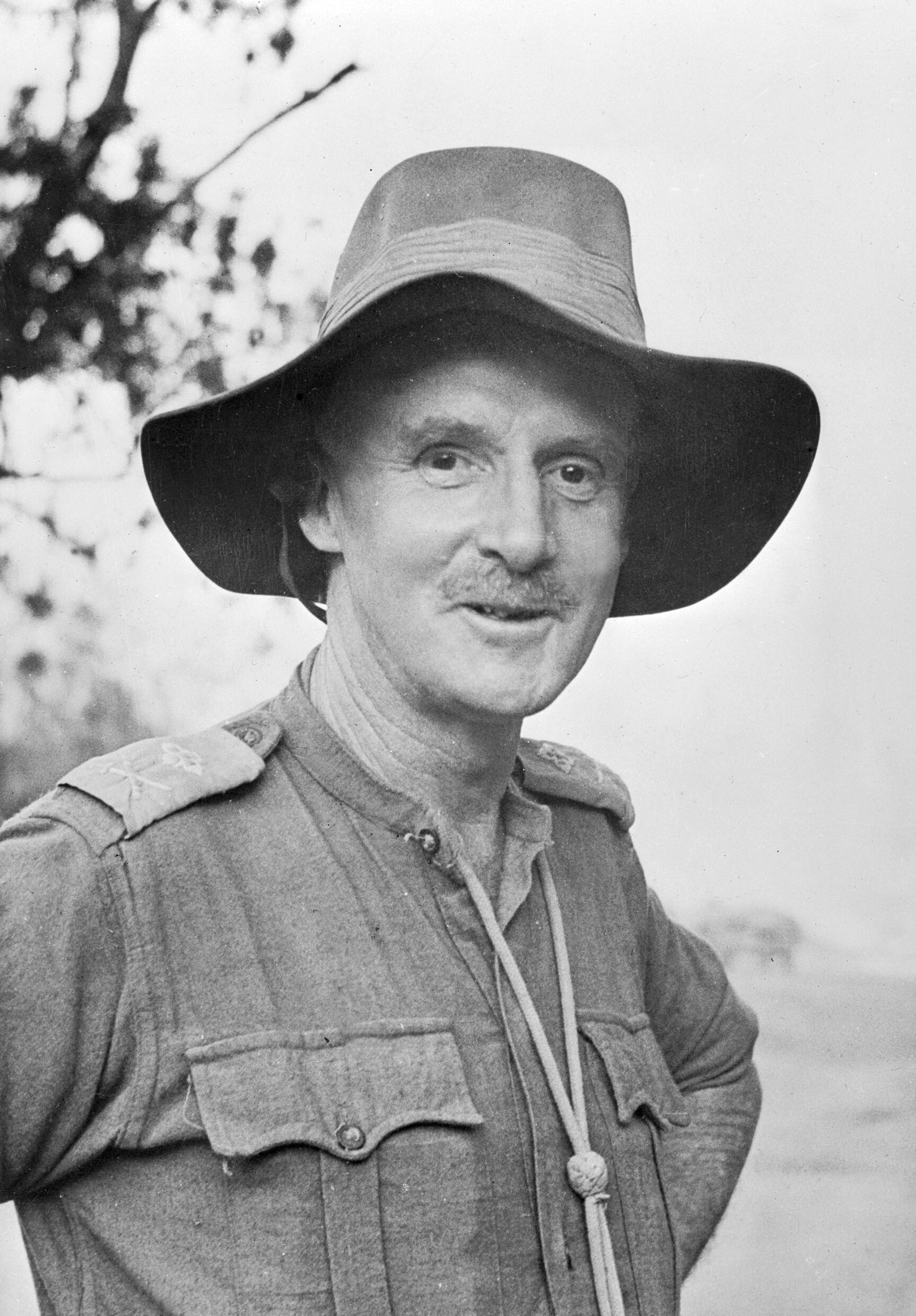
Frank Messervy, Kommandeur des IV. Korps

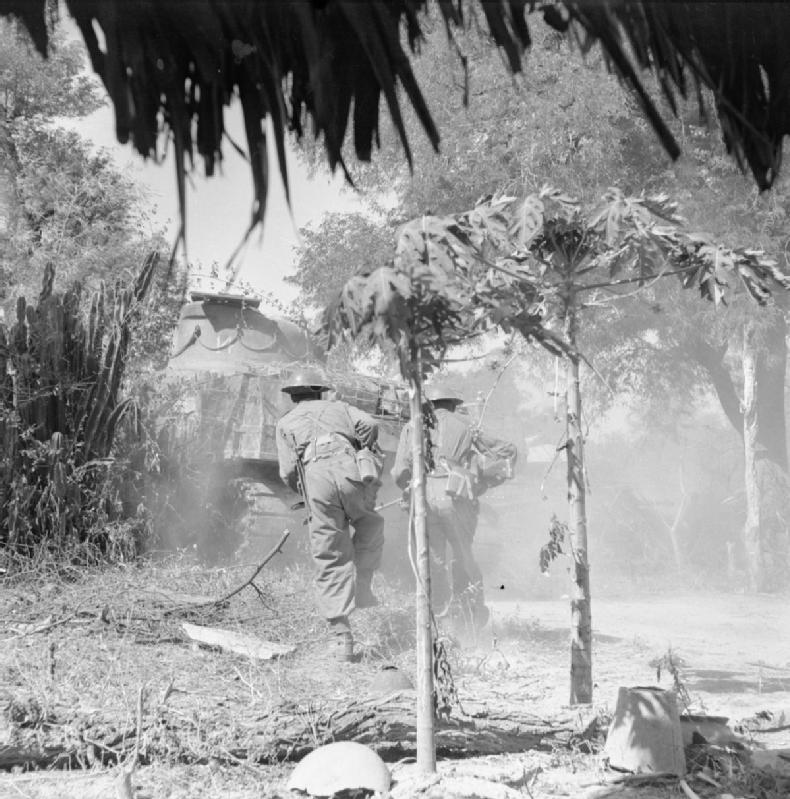
Vorgehen der britisch-indischen Truppen

Am 19. November 1944 begann die britisch-indische 14. Armee den Vorstoß auf Mandalay. Das IV. Corps unter General Messervy überquerte in der Operation Journalist den Chindwin bei Sittaung und das XXXIII. Corps unter General Stopford bei Mawlaik und Kalewa. Slim plante die japanische 15. Armee durch Umfassung zum Rückzug zu zwingen. Im Norden hatte dann das XXXIII. Korps als Hammer und im Süden das IV. Korps als Art Amboss zu fungieren, beide Einheiten hatten den Vormarsch auf Mandalay und Meiktila zu führen. Messervys Korps (7. und 17. Division) hatte fast 240 Kilometer nach Süden vorzugehen, während das Korps von Stopford (2., 19. und 20. Division) die Masse der japanischen 15. Armee (15., 31. und 53. Division) auf sich ziehen sollte. 
Schon im Herbst 1944 hatte die 14. Armee zwei Brückenköpfe über den Chindwin errichtet, wobei vorgefertigte Bailey-Brücken zum Einsatz kamen. Operatives Ziel war es auch, die japanische Verteidigung am Kabo zu durchbrechen, wo die Bewässerung der Shwebo-Ebene erfolgte. Basierend auf vergangene Aktionen nahm Slim an, dass die Japaner in der Shwebo-Ebene, zwischen den Flüssen Chindwin und Irrawaddy kämpfen würden. Am 29. November startete die indische 19. Division des IV. Korps den Angriff aus dem nördlichen Brückenköpfen bei Sittaung und Mawlaik. 

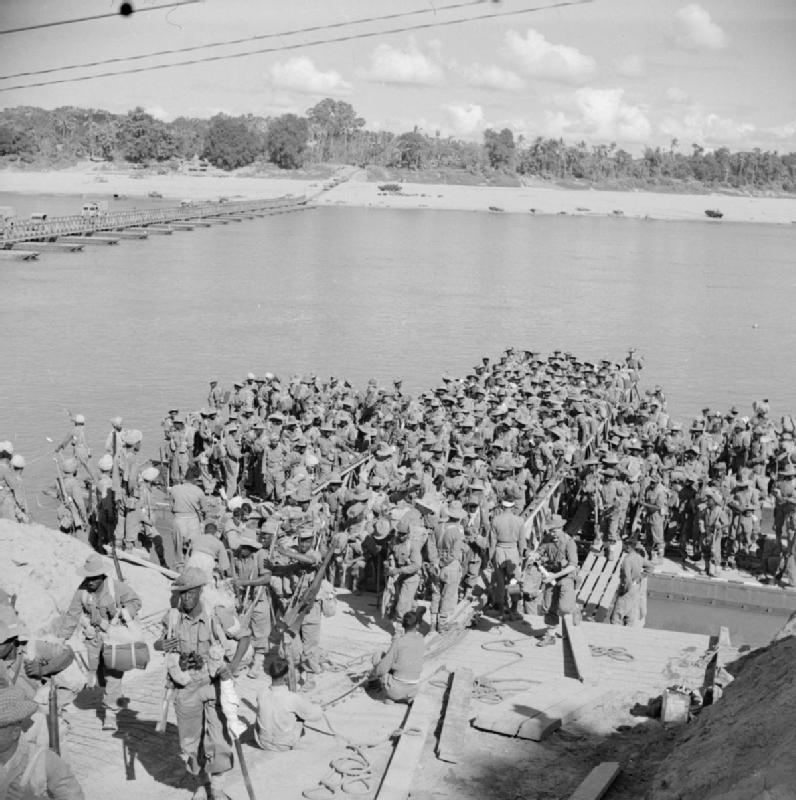
Übergang über den Irrawaddy

Am 4. Dezember griff die indische 20. Division (XXXIII. Korps) aus dem südlichen Brückenkopf bei Kalewa an. Beide Divisionen machten rasche Fortschritte und trafen auf nur wenig Widerstand. Vor allem die indische 19. Division (Generalmajor Rees) stand nach fünf Tagen den Raum 130 km östlich von Sittaung und schnitt die Eisenbahnstadion Indaw ab. General Slim erkannte, das seine frühere Annahme, den Japaner am Irrawaddy entgegentreten zu müssen, falsch war. Da bisher nur eine der Divisionen des IV. Corps eingesetzt war, konnte er seinen ursprünglichen Plan noch verändern. Die indische 19. Division wurde zum XXXIII. Korps umgruppiert, um durch die Shwebo-Ebene nach Mandalay vorzurücken. Die britische 2. Division (General Nicholson) rückte am 16. Dezember 1944 aus dem Chindwin-Brückenkopf vor, ihre Aufgabe war vorrangig, frontnahe Flugplätze für den Nachschub zu gewinnen. General Slim verschob vorausdenkend die Masse des IV. Corps (General Messervy) nach Süden, um den Fluss bei Pakokku zu überschreiten. Die Nachschublinien dehnten sich über Hunderte von Kilometern durch unwegsamen Dschungel, einer Gefahr, der durch ausreichende Luftversorgung begegnet wurde. Um die Masse ihrer Divisionen den Rückzug über den Irrawaddy zu ermöglichen, hatten die Japaner ihrer Nachhut in der Shwebo-Ebene hinhaltenden Widerstand befohlen. Der Rest des IV. Korps, verstärkt durch die Reserve der 14. Armee, wurde jetzt von der linken Flanke nach rechts versetzt. Dessen Aufgabe war es, das Gangaw-Tal westlich des Chindwin zu durchqueren, dann den Irrawaddy bei Pakokku zu überbrücken und das Logistik- und Kommunikationszentrum von Meiktila durch einen schnellen Panzervorstoß einzunehmen. Um die Japaner davon zu überzeugen, dass das ganze IV. Korps weiterhin auf Mandalay vorrückte, wurde in der Nähe von Sittaung ein Schein-Hauptquartier eingerichtet.
Am linken Flügel der 14. Armee Mitte Dezember wurde bei Banmauk die Verbindung mit dem Northern Combat Area Command unter General Joseph Stilwell hergestellt. Slims Truppen erreichten bis Ende Dezember den Irrawaddy zwischen Katha und Shwegu. Im Januar 1945 säuberten die indische 19. Division und die britische 2. Division die Shwebo-Ebene, während sich die indische 20. Division bei Monywa, einen großen Flusshafen am Ostufer des Chindwin vorkämpfte. Die japanische Nachhut nördlich des Irrawaddy wurde weitgehend geschlagen, sie behielten aber weiterhin Positionen in den Sagaing-Bergen. Die indische 19. Division ging am 14. Januar 1945 bei Thabeikkyin, 64 km nördlich von Mandalay und am nächsten Tag bei Singu 50 km nördlich dieser Stadt über den Fluss Irrawaddy. 
Die britische 2. Division, die von Shwebo nach Süden vorging, rückte aufgrund der schlechten Versorgung nur langsam nach Süden vor und besetzte am 24. Januar Hladaw. Am 22. Januar griff die indische 100. Brigade ostwärts nach Myinmu an. Ein Bataillon des japanischen Regiments 138 schützte Myinmu, gab seine Stellung aber am 21. Februar auf und zog sich zum Südufer zurück. Der Führer der japanischen 31. Division, General Kawada Takutaro, nahm den vorzeitigen Abzug wieder zurück und befahl einen Gegenangriff, der jedoch scheiterte. Das andere Ufer bei Kamlikon besetzte das 213. Regiment und ein Bataillon des 214. Regiments. 
Von Ende Januar bis Anfang Februar griff die britisch-indische Brigade an. Am 31. Januar wurde der japanische Brückenkopf Sagaing mit Luft- und Artillerie-Unterstützung angegriffen. Am 4. Februar besetzte die britische 2. Division Positionen am Brückenkopf und rückte dann auf Sagaing vor. Am Fluss Min Yu war die Vereinigung mit der indischen 20. Division geplant. Die neue Situation erforderte Änderungen in der Taktik: Da es nicht genug Ausrüstung gab, um eine Flussüberquerung am Irrawaddy durchzuführen, plante Slim an der Stelle eine angemessene Täuschungsabsichten, wo später der wirkliche Angriff stattfinden sollte. Der überarbeitete Plan für das IV. Korps (7. und 17. Indische Division, ostafrikanische 28. Brigade, Lushai-Brigade und 255. indische Panzerbrigade) sah vor, das die 7. indische Division 200 Kilometer südwärts durch das Gangaw-Tal nach Pakokku vorgehen, einen Brückenkopf über den Irrawaddy schlagen und dann in südöstliche Richtung auf Meiktila vorstossen sollte. Es wurde zur Ablenkung weiterhin beschlossen, bei Singu eine Überquerung nördlich von Mandalay durchzuführen, um die Hauptkräfte des Feindes zu binden, während die Konzentration im Süden unterhalb von Mandalay erfolgte. 
Die Operation am Irrawaddy-Brückenkopf bei Ngazun sollte eine Täuschung sein, nach der südlicheren Überschreitung des Irrawaddy bei Nyaungu wurde ein schneller Vorstoß nach Meiktila geplant, dessen Aufgabe darin bestand, die Japaner, die im Norden und im Zentrum Birmas kämpften, von der Hauptmacht abzudrängen. Die Operation der 7. indischen Division, wurde von der indischen 114. Brigade entlang des Kabaw-Tales nach Kalemyo vorgenommen, die in 15 Tagen eine Strecke von 280 Kilometer über Gangaw (10. Januar) nach Pauk (26. Januar) zurücklegte. Der weitere Auftrag der 7. indischen Division lautete: Durch Pauk nach Osten vorrücken und nach dem Irrawaddy-Übergang bei Chaung bis zum 1. Februar einen Brückenkopf zwischen Chauk und Pakokku errichten, der bis zum 15. Februar für den Vormarsch nach Meiktila genützt werden sollte.
Am 12. Februar begann die indische 20. Division (General Douglas Gracey) den Irrawaddy bei Myinmu, 50 Kilometer westlich von Mandalay nach Süden zu überschreiten. Die über Shwebo vom Norden kommenden Kolonnen der 2. Division konnte erst ab 21. Februar bei Ngazun übersetzen, weil sie auf die Pontons General Graceys warten mussten und die Aufmerksamkeit der im westlichen Vorfeld von Mandalay stehenden japanischen 15. Division auf sich zog. Es gelang, kleine Brückenköpfe zu errichten, die jedoch von der japanischen 31. Division fast zwei Wochen lang nächtlich angegriffen wurden. Die im Raum Pakokku stehende indische 7. Division war am 13. und 14. Februar gleichzeitig über den Fluss gegangen, um ihre südliche Umfassung auszuführen. Diese kämpfte einige Wochen lang gegen die Versuche der verstärkten japanischen 15. Division, ihren Brückenkopf bei Nyaungu zu beseitigen. Weitere Übergänge stromabwärts, wo der Strom viel breiter wurde, hätten mehr Vorbereitung erfordert. Die Sturmboote, Fähren und andere Ausrüstung waren für diese Aufgabe bei der 14. Armee knapp, ein großer Teil der Ausrüstung bereits abgenutzt.

## Schlacht um Meiktila

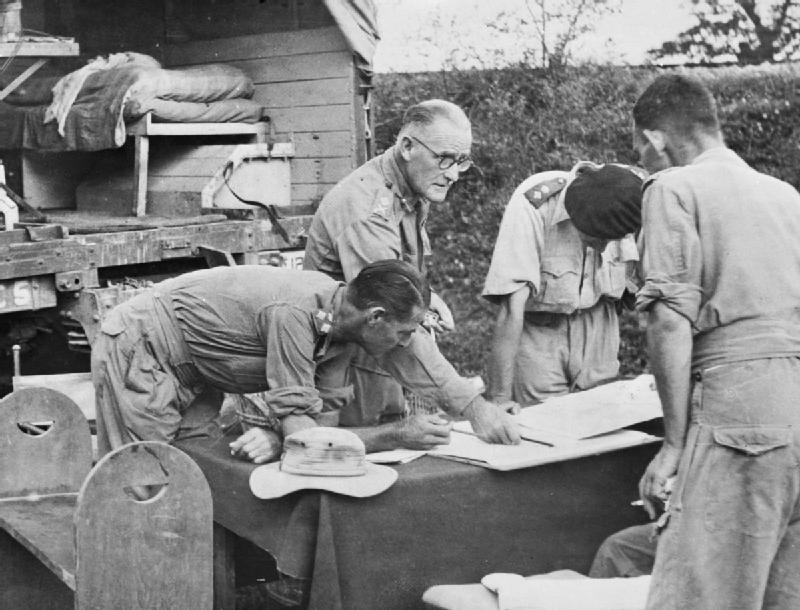
General Cowan (Mitte) und der Stab der indischen 17. Division

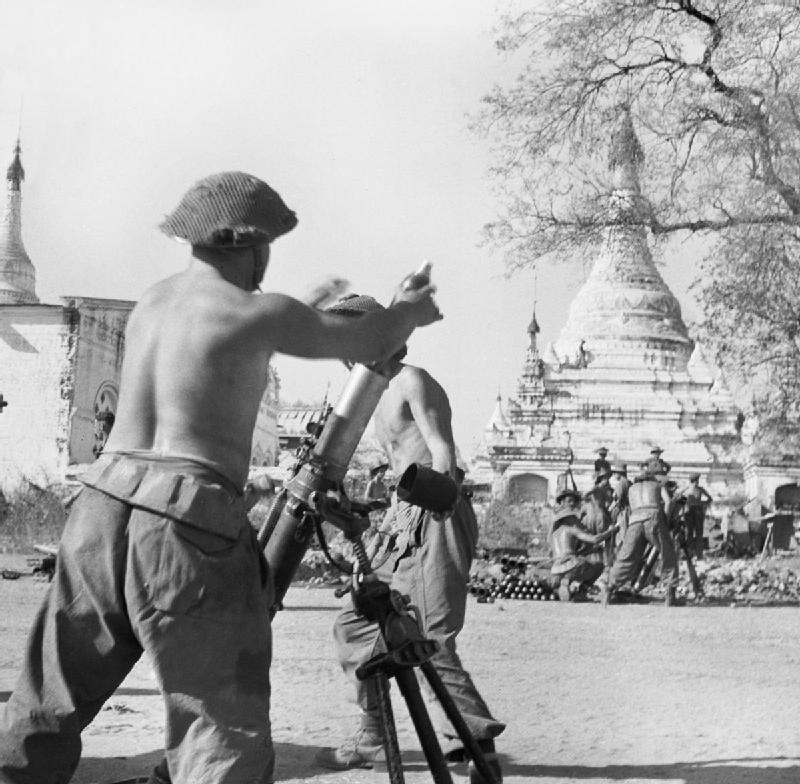
Kampf um Meiktila am 28. März

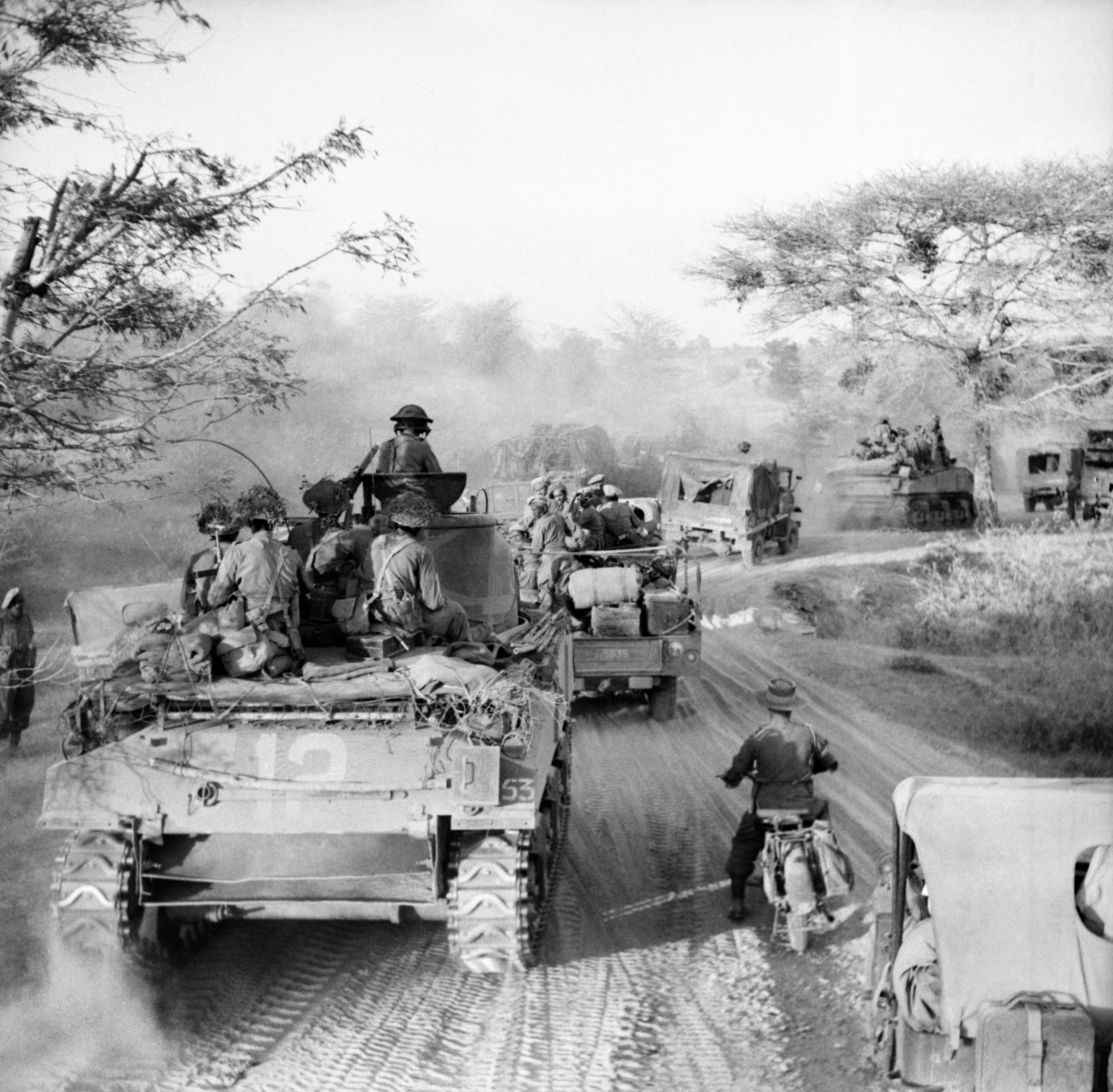
Vormarsch der 63. Brigade nach Meiktila

Nachdem die indische 7. Division Pakokku erobert hatte, überquerten die alliierten Streitkräfte am 14. Februar den Irrawaddy bei Nyaung U, nördlich der alten birmanischen Hauptstadt Bagan. Die Überquerung der indischen 7. Division erfolgte auf breiter Front. Sowohl der Hauptangriff auf Nyaung U als auch ein sekundärer Übergang bei Bagan waren zunächst erfolglos. Bagan und Nyaungu wurden von zwei Bataillonen des 4. Guerilla-Regiments der indischen Nationalarmee verteidigt, von denen eines in Reserve gehalten wurde. General Messervy festigte bis 20. Februar den Irrawaddy-Brückenkopf bei Nyaungu durch Truppen der indischen 17. Division (General P. T. Cowans). Am 21. Februar begann der Vormarsch der vorne eingesetzten 255. Panzer-Brigade zum 130 km weiter östlich liegenden Ort Meiktila, das Gelände war mit sandigem Terrain und trockenen Flussbetten durchzogen. Die japanische 33. Armee zählte insgesamt nur noch 12.000 Mann und 70 Geschütze. Die japanische Divisionen hatten keinen Kontakt untereinander, es fehlten Informationen über die Stärke des Gegners und brauchbare Karten. Viele der japanischen Regimenter, besonders die der 18. Division, waren in den vorangegangenen Wochen nach schweren Kämpfen geschwächt.

### Japanische Vorbereitungen
Am 23. Februar 1945, fand in Meiktila ein wichtiges Treffen zwischen dem Stabschef der japanischen Südarmee und Stabschefs verschiedener Armeen in Burma über die Lage in Zentralburma statt. Es wurde besprochen, wo die Briten Mandalay bedrohten und ein Plan zur Gegenoffensive wurde ausgearbeitet.
Das japanische Oberkommando war von den Berichten nicht übermäßig beunruhigt und entschied sich zu glauben, dass es sich um einen kleinen Überfall auf Meiktila handelte und dass die lokale Verteidigung stark genug war, um mit den Angreifern fertig zu werden. Ein anderer Bericht lautete, dass 200 feindliche Fahrzeuge gesichtet wurden, aber es hätte 2.000 lauten sollen. Aus irgendeinem Grund wurde die letzte Null aus der Nachricht entfernt.

### Beginn der Kampfhandlungen
Am 1. März erreichte die 17. Division Meiktila, wo am Vortag bereits die 255. Panzer-Brigade in die Außenbezirke eingedrungen war. Der Kampf um den östlich der Stadt liegenden Flugplatz dauerte noch bis zum 3. März. In Meiktila versammelte Cowans Division etwa 15.000 Mann, 100 Panzer und sollte während der Schlacht weiter verstärkt werden. Die ab 5. März einsetzenden Gegenangriffe der japanischen 18. Division (Generalleutnant Eitaro Naka) erfolgte aus dem Norden nach Westen. Als die japanischen Verstärkungen eintrafen, brachen die alliierten Kolonnen mit Panzerunterstützung in Meiktila ein und griff die japanischen Stellungen an, während die geplante weitere Fluss-Überschreitung bei Nyaungu aufgegeben wurde. Es gab harte Kämpfe, der Versuch die Ausgangsstraße nach Osten zu erzwingen, scheiterte zunächst und die 17. Division zog sich auf Meiktila zurück. Ab dem 12. März griffen die Japaner am Flugplatz östlich der Stadt an, durch den die Verteidiger mit Flugzeugen versorgt wurden. 
Über den Flugplatz bei Thabuktong wurde am 15. März als alliierte Verstärkung die indische 5. Division (General R. E. Mansergh mit der 9. und 99. Brigade) eingeflogen. Die Landung stand unter Feuer, zwei Flugzeuge mit 22 Verletzten, zählte der Verlust. Die Japaner kämpften sich immer näher an die Flugplatz heran, ab dem 18. März setzte man die unter feindlicher Artillerie stehenden Luftlandungen aus (obwohl die Verletzten in Leichtflugzeugen von einer separaten, kleineren Landebahn evakuiert werden konnten) und die Versorgung wurden per Fallschirm weitergeführt. 
Unterdessen hatte General Kimura am 12. März an Generalleutnant Masaki Honda, der die japanische 33. Armee befehligte, befohlen, das Kommando über die Schlacht um Meiktila zu übernehmen. Hondas Stabschef übernahm am 18. März die Kontrolle, aber ohne ihre Signaleinheiten konnten die angreifenden Divisionen nicht richtig koordiniert werden. Die Japaner benutzten ihre Artillerie in vorderster Front um die feindlichen Panzer auszuschalten, aber zum Verlust vieler Geschütze führte. Bei einem Großangriff am 22. März versuchten die Japaner, einen erbeuteten britischen Panzer zu benutzen, der jedoch zerstört wurde und der Angriff unter schweren Verlusten abgeschlagen wurde. Bis 29. März konnte alle Gegenangriffe der japanischen 33. Armee von General Cowans Truppen abgeschlagen werden konnten. Die Verluste des indischen IV. Korps seit 13. Februar betrugen bis Ende März betrugen 835 Tote und 3174 Verwundete.

### Flügelkämpfe bei Nyaungu und Myingyan

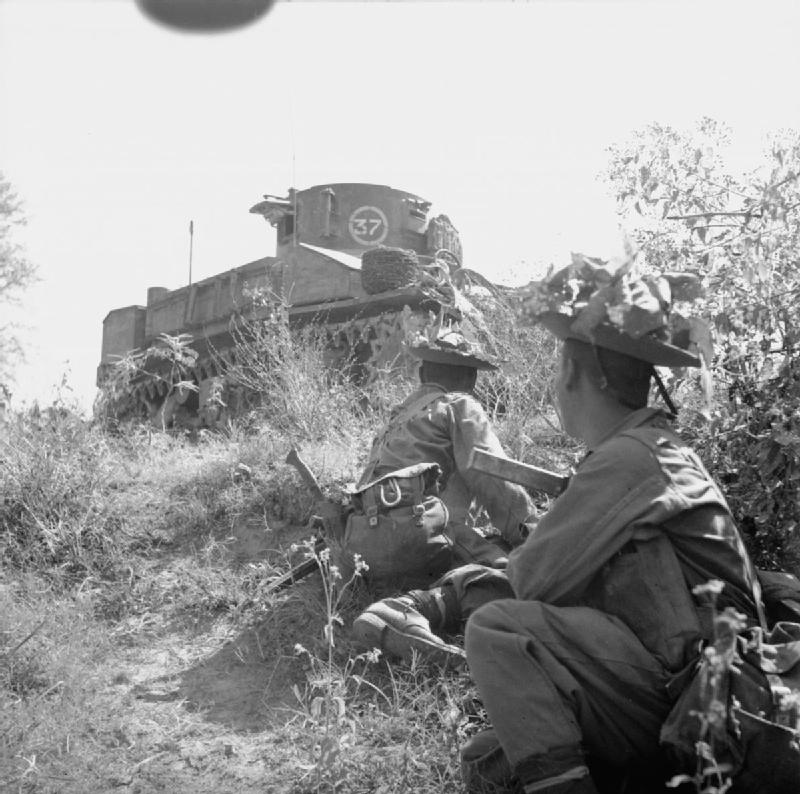
Gurkha-Schützen mit Stuart-Panzer bei Singu im Irrawaddy-Brückenkopf

Die indische 7. Division (General D. C. Evans) war ausersehen, die südliche Flanke des Vorstoßes auf Meiktila zu decken: Am rechten Flügel sollte die 114. und 63. Brigade nach Süden nach Kyaukpadang vorgehen und das Erdölgebiet bei Chauk sichern. Die 33. Brigade wurde links angesetzt und marschierte am östlichen Flussufer des Irrawaddy nordwärts, um den Flugplatz bei Myingyan einzunehmen. Während Meiktila belagert wurde, hatte die indische 7. Division mehrere Gefechte zu führen und konnte den Flusshafen von Myingyan einnehmen. Die äußerst rechts eingesetzte ostafrikanische 28. Brigade unterstützte vom Westufer des Irrawaddy durch das Vorgehen auf Seikpyu. Als die japanische 72. gemischte Brigade anlangte, versuchte sie mit Hilfe von Verstärkungen durch Teile der 54. Division von der Arakanfront Nyaungu zurückzuerobern. Das indische 2. Regiment der mit Japan verbündeten Nationalarmee unter Major Prem Sahgal sollten nun am Irrawaddy die exponierte Flanke von Kimuras Truppen schützen und die britischen Streitkräfte um Nyaungu und am Mount Popa festhalten. Da sie keine schweren Waffen oder Artillerieunterstützung hatten, folgten Sahgals Truppen japanische Taktiken und arbeiteten mit der Guerilla-Einheit Kanjo Butai (eine Kampfgruppe der japanischen 55. Division) zusammen. 
Die indische 7. Division stand nun vor der schwierigen Aufgabe, die Verbindungswege zur abgeschnittenen indischen 17. Division wieder zu öffnen und den geplanten Angriff auf Myingyan abzubrechen. Gegen Mitte März wurde die hier eingesetzte motorisierte Brigade der indische 5. Division verstärkt und befreite die Truppen rund um den Mount Popa. Sobald dann der Kontakt zu den Verteidigern von Meiktila wieder hergestellt war, nahm die indische 7. Division den Angriff auf Mingyuan wieder auf, das nach vier Tage Kampf vom 18. bis 22. März eingenommen werden konnte. Sobald Mingyuan besetzt war, wurden der Hafen und die Eisenbahnlinie Mingyuan-Meiktila repariert und die Versorgungsschiffe vom Chindwin wieder in Betrieb genommen.

## Schlacht um Mandalay

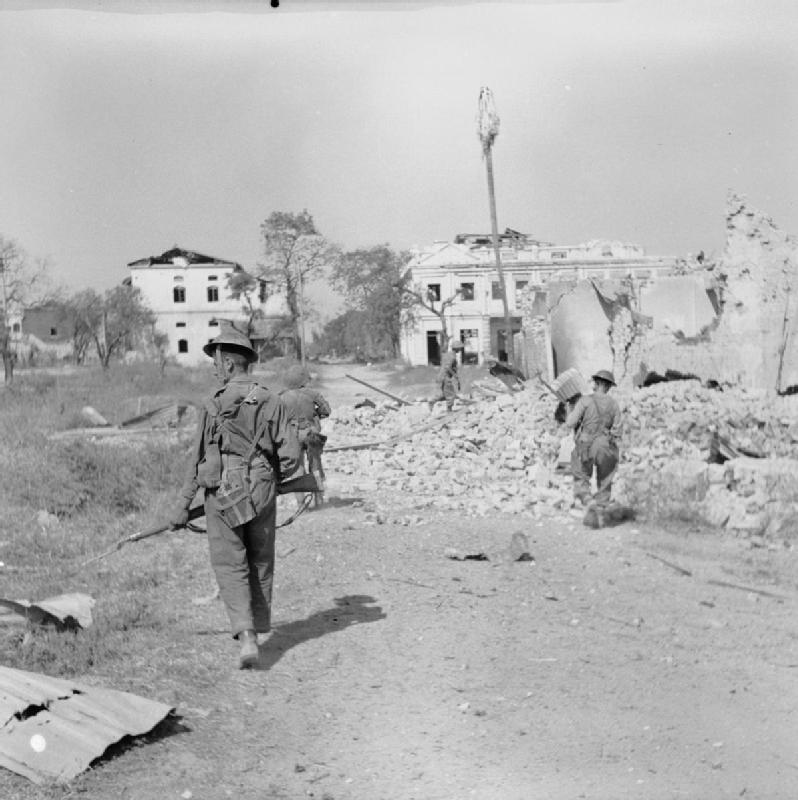
Vormarsch auf Mandalay

Anfang März 1945 gab das Oberkommando der japanischen 15. Armee den Befehl Mandalay zu verteidigen, die 15. Division stand dabei im Schwerpunkt der alliierten Angriffe. Der Kommandeur der japanischen 15. Division, Generalleutnant Seiei Yamamoto, war gegen die Verteidigung der Stadt, erhielt aber vom Hauptquartier unter Generalleutnant Kimura den kompromisslosen Befehl, Mandalay bis zum Tod zu verteidigen. Südlich der Stadt gab es noch große Versorgungslager, die nicht verlegt werden konnten, deren Verlust für die Japaner nicht vertretbar war. 
Am 7. März standen die führenden alliierten Einheiten in Sichtweite des Hügels von Mandalay, der von vielen Pagoden und Tempeln gekrönt war. Ein Gurkha-Bataillon (4/4. Gurkha Rifles) stürmte in der Nacht des 8. März den Hügel von Mandalay. Mehrere Japaner hielten sich weiterhin in den Tunneln und Bunkern unter den Pagoden auf und wurden in den nächsten Tagen niedergekämpft, die meisten Gebäude blieben dabei intakt. Die japanische Armee hielt sich noch an der südliche Hälfte des Hügels, erst am 18. März zog die japanische 15. Division ab. Auch die britische 2. Division (General C. Nicholson) brach aus dem Irrawaddy-Brückenkopf aus und griffen Mandalay aus dem Westen an. Die gegenüber eingesetzte japanische 18. Division wurde durch Teile der 49. Division verstärkt, um den wichtigen Flugplatz der Stadt zu sichern. Die 49. Division griff von Süden und Südosten, die 18. Division aus dem Osten nach Norden an. Die indische 19. Division kämpfte sich weiter in die Stadt Mandalay vor und wurden erst vor den dicken Mauern des von einem Wassergraben umschlossenen Fort Dufferin gestoppt. Im Fort hielten sich die Japaner hinter dicken Mauern gegen den Beschuss und die Luftangriffe der Alliierten, tiefe Graben hielten die angreifende Infanterie auf. Mittlere Artillerie-Geschütze scheiterten an dem dicken Mauerring, die Bombardierung aus der Luft mit 2.000 Bomben schuf eine Bresche von 15 Fuß Breite. Die 19. Division bereitete sich am 21. März auf den Sturmangriff vor, doch bevor der Angriff stattfand, gaben die Japaner das Fort Dufferin auf. Der historische Teepalast von König Thibaw Min wurde während der Belagerung zerstört. Das XXXIII. Armeekorps verlor bei der Eroberung von Mandalay 1472 Tote und 4933 Verwundete sowie 120 Vermisste, 26 Panzer wurden zerstört und 44 beschädigt.

## Folgen

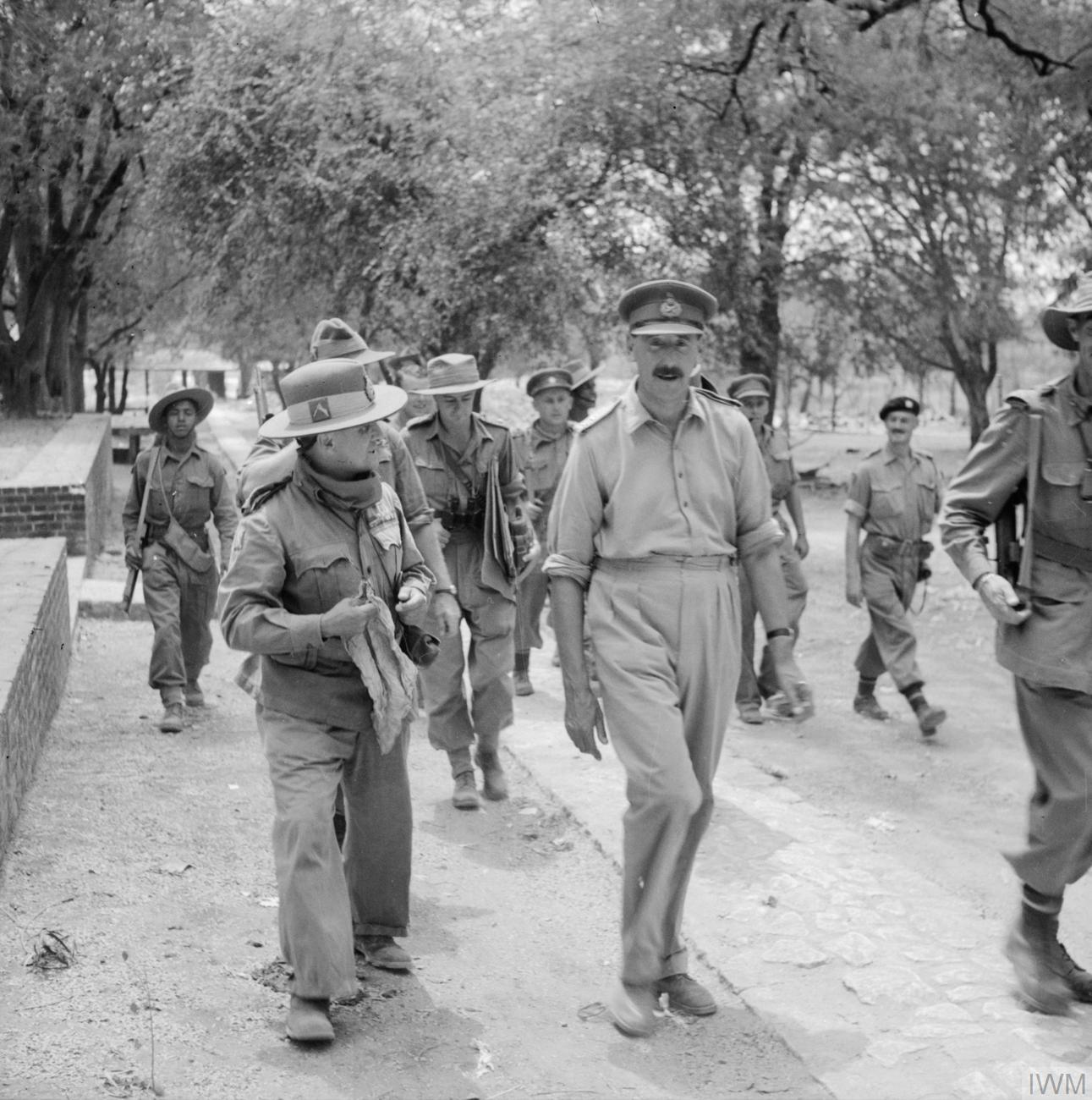
Generalmajor T. W. Rees, GOC der indischen 19. Division in Mandalay am 19. März 1945

Die Überquerung des Flusses Irrawaddy hatte den Commonwealth Truppen bis Ende März etwa 18.000 Mann an Verlusten gebracht. Davon waren 12.913 Soldaten tot und verwundet worden, weitere 5000 Mann fielen durch Krankheiten aus. Die Kämpfe von Mandalay und Meiktila hatten den Japanern rund ein Drittel ihrer bereits geschwächten Truppen gekostet. Der japanische Oberbefehlshaber Kimura Takutaro hatte bei den Kämpfen seinen Stabschef Tanaka die operative Führung überlassen, als jedoch das Gefecht bei Iraja verloren ging, übernahm er selbst die Führung. 
Am 28. März 1945 fand im Hauptquartier der japanische 33. Armee ein Treffen statt, um die weiteren Operationen zu entscheiden. Hondas Mitarbeiter teilten mit, dass die Truppen etwa 50 britische und indische Panzer zerstört hatten, die Hälfte der Panzer bei den Kämpfen um Meiktila. Dabei hatte die japanischen Armee 2.500 Mann Verluste erlitten und 50 Geschütze verloren, nur mehr 20 Geschütze standen zur Verfügung. Tanaka befahl Hondas Armee die Belagerung von Meiktila abzubrechen und sich darauf vorzubereiten, weiteren alliierte Vorstößen nach Süden aufzuhalten. Der Stabschef der 33. Armee, General Tsuji Masanobu legte die Unterlegenheit seiner Truppen dar: "Wir verlieren etwa ein Geschütz und 50 Mann, um einen feindlichen Panzer zu zerstören. Um die restlichen feindlichen 100 Panzer zu zerstören, brauchen wir mindestens 80 Geschütze und 5000 Soldaten mehr!" Die Beziehung zwischen dem Kommandanten und dem Stabschef blieben weiterhin gespannt. Die japanische 15. Armee zog sich in den Süden zurück, das zentrale Burma befand sich somit in britischen Händen. 
In der folgenden Operation Dracula drang die alliierte 14. Armee entlang des Irrawaddy und Sittang weiter südwärts vor und brachte am 2. und 3. Mai die Einnahme von Pegu und Prome. Burmas Hauptstadt Rangun konnte Anfang Mai mittels einer kombinierten amphibischen Operation kampflos zurückerobert werden.